# Hungarian Grand Prix
Hungarian Grand Prix, dawniej Gaz de France Budapest Grand Prix, Poli-Farbe Budapest Grand Prix, Budapest Grand Prix, Hungarian Ladies Open – kobiecy turniej tenisowy kategorii WTA 250 zaliczany do cyklu WTA Tour. Rozgrywany na kortach ziemnych w węgierskim Budapeszcie w latach 1993–2013 i 2021-2024, a w latach 2017–2019 na nawierzchni twardej w hali. W latach 1994–1995, 2014–2015 oraz w 2020 roku turniej nie odbywał się.
Po edycji z 2013 roku jego licencję przejął turniej w Bukareszcie.

## Mecze finałowe

### Gra pojedyncza
| Rok       | Mistrzyni                                    | Finalistka                                   | Wynik                                        |
| 2024      | Diana Sznajder                               | Alaksandra Sasnowicz                         | 6:4, 6:4                                     |
| 2023      | Marija Timofiejewa                           | Kateryna Baindl                              | 6:3, 3:6, 6:0                                |
| 2022      | Bernarda Pera                                | Aleksandra Krunić                            | 6:3, 6:3                                     |
| 2021      | Julija Putincewa                             | Anhelina Kalinina                            | 6:4, 6:0                                     |
| 2020      | Turniej anulowano z powodu pandemii COVID-19 | Turniej anulowano z powodu pandemii COVID-19 | Turniej anulowano z powodu pandemii COVID-19 |
| 2019      | Alison Van Uytvanck                          | Markéta Vondroušová                          | 1:6, 7:5, 6:2                                |
| 2018      | Alison Van Uytvanck                          | Dominika Cibulková                           | 6:3, 3:6, 7:5                                |
| 2017      | Tímea Babos                                  | Lucie Šafářová                               | 6:7(4), 6:4, 6:3                             |
| 2014–2016 | Turniej nie był rozgrywany                   | Turniej nie był rozgrywany                   | Turniej nie był rozgrywany                   |
| 2013      | Simona Halep                                 | Yvonne Meusburger                            | 6:3, 6:7(7), 6:1                             |
| 2012      | Sara Errani                                  | Jelena Wiesnina                              | 7:5, 6:4                                     |
| 2011      | Roberta Vinci                                | Irina-Camelia Begu                           | 6:4, 1:6, 6:4                                |
| 2010      | Ágnes Szávay                                 | Patty Schnyder                               | 6:2, 6:4                                     |
| 2009      | Ágnes Szávay                                 | Patty Schnyder                               | 2:6, 6:4, 6:2                                |
| 2008      | Alizé Cornet                                 | Andreja Klepač                               | 7:6(5), 6:3                                  |
| 2007      | Gisela Dulko                                 | Sorana Cîrstea                               | 6:7(2), 6:2, 6:2                             |
| 2006      | Anna Smasznowa                               | Lourdes Domínguez Lino                       | 6:1, 6:3                                     |
| 2005      | Anna Smasznowa                               | Catalina Castaño                             | 6:2, 6:2                                     |
| 2004      | Jelena Janković                              | Martina Suchá                                | 7:6(4), 6:3                                  |
| 2003      | Magüi Serna                                  | Alicia Molik                                 | 6:4, 4:6, 7:5                                |
| 2002      | Martina Müller                               | Myriam Casanova                              | 6:2, 3:6, 6:4                                |
| 2001      | Magdalena Maleewa                            | Anne Kremer                                  | 3:6, 6:2, 6:4                                |
| 2000      | Tathiana Garbin                              | Kristie Boogert                              | 7:6(4), 6:4                                  |
| 1999      | Sarah Pitkowski                              | Cristina Torrens Valero                      | 6:2, 6:2                                     |
| 1998      | Virginia Ruano Pascual                       | Silvia Farina Elia                           | 6:4, 4:6, 6:3                                |
| 1997      | Amanda Coetzer                               | Sabine Appelmans                             | 6:1, 6:3                                     |
| 1996      | Ruxandra Dragomir                            | Melanie Schnell                              | 7:6(6), 6:1                                  |
| 1993      | Zina Garrison                                | Sabine Appelmans                             | 7:5, 6:2                                     |

### Gra podwójna
| Rok       | Mistrzynie                                   | Finalistki                                    | Wynik                                        |
| 2024      | Katarzyna Piter Fanny Stollár                | Anna Danilina Irina Chromaczowa               | 6:3, 3:6, 10–3                               |
| 2023      | Katarzyna Piter Fanny Stollár                | Jessie Aney Anna Sisková                      | 6:2, 4:6, 10–4                               |
| 2022      | Ekaterine Gorgodze Oksana Kalasznikowa       | Katarzyna Piter Kimberley Zimmermann          | 1:6, 6:4, 10–6                               |
| 2021      | Mihaela Buzărnescu Fanny Stollár             | Aliona Bolsova Tamara Korpatsch               | 6:4, 6:4                                     |
| 2020      | Turniej anulowano z powodu pandemii COVID-19 | Turniej anulowano z powodu pandemii COVID-19  | Turniej anulowano z powodu pandemii COVID-19 |
| 2019      | Jekatierina Aleksandrowa Wiera Zwonariowa    | Fanny Stollár Heather Watson                  | 6:4, 4:6, 10–7                               |
| 2018      | Georgina García Pérez Fanny Stollár          | Kirsten Flipkens Johanna Larsson              | 4:6, 6:4, 10–3                               |
| 2017      | Hsieh Su-wei Oksana Kalasznikowa             | Arina Rodionowa Galina Woskobojewa            | 6:3, 4:6, 10–4                               |
| 2014–2016 | Turniej nie był rozgrywany                   | Turniej nie był rozgrywany                    | Turniej nie był rozgrywany                   |
| 2013      | Andrea Hlaváčková Lucie Hradecká             | Nina Bratczikowa Ana Tatiszwili               | 6:4, 6:1                                     |
| 2012      | Janette Husárová Magdaléna Rybáriková        | Eva Birnerová Michaëlla Krajicek              | 6:4, 6:2                                     |
| 2011      | Anabel Medina Garrigues Alicja Rosolska      | Natalie Grandin Vladimíra Uhlířová            | 6:2, 6:2                                     |
| 2010      | Timea Bacsinszky Tathiana Garbin             | Sorana Cîrstea Anabel Medina Garrigues        | 6:3, 6:3                                     |
| 2009      | Alisa Klejbanowa Monica Niculescu            | Alona Bondarenko Kateryna Bondarenko          | 6:4, 7:6(5)                                  |
| 2008      | Alizé Cornet Janette Husárová                | Vanessa Henke Raluca Olaru                    | 6:7(5), 6:1, 10–6                            |
| 2007      | Ágnes Szávay Vladimíra Uhlířová              | Martina Müller Gabriela Navrátilová           | 7:5, 6:2                                     |
| 2006      | Janette Husárová Michaëlla Krajicek          | Lucie Hradecká Renata Voráčová                | 4:6, 6:4, 6:4                                |
| 2005      | Émilie Loit Katarina Srebotnik               | Marta Marrero Lourdes Domínguez Lino          | 6:1, 3:6, 6:2                                |
| 2004      | Petra Mandula Barbara Schett                 | Virág Németh Ágnes Szávay                     | 6:3, 6:2                                     |
| 2003      | Petra Mandula Ołena Tatarkowa                | Conchita Martínez Granados Tetiana Perebyjnis | 6:3, 6:1                                     |
| 2002      | Catherine Barclay Émilie Loit                | Jelena Bowina Zsófia Gubacsi                  | 4:6, 6:3, 6:3                                |
| 2001      | Tathiana Garbin Janette Husárová             | Zsófia Gubacsi Dragana Zarić                  | 6:1, 6:3                                     |
| 2000      | Ljubomira Baczewa Cristina Torrens Valero    | Jelena Kostanić Sandra Nacuk                  | 6:0, 6:2                                     |
| 1999      | Jewgienija Kulikowska Sandra Nacuk           | Laura Montalvo Virginia Ruano Pascual         | 6:3, 6:4                                     |
| 1998      | Virginia Ruano Pascual Paola Suárez          | Cătălina Cristea Laura Montalvo               | 4:6, 6:1, 6:1                                |
| 1997      | Amanda Coetzer Alexandra Fusai               | Eva Martincová Elena Wagner                   | 6:3, 6:1                                     |
| 1996      | Katrina Adams Debbie Graham                  | Radka Bobková Eva Melicharová                 | 6:3, 7:6(3)                                  |
| 1993      | Inés Gorrochategui Caroline Vis              | Sandra Cecchini Patricia Tarabini             | 6:1, 6:3                                     |